# George N. Dale
Pour les articles homonymes, voir Dale.
George Needham Dale, né le 19 février 1834 à Fairfax (Vermont) et mort le 29 janvier 1903 à Island Pond, est un avocat et homme politique américain.
28e lieutenant-gouverneur du Vermont de 1870 à 1872, il est le père de Porter Dale, membre de la Chambre des représentants et sénateur des États-Unis,,.

## Biographie
George Needham Dale est né à Fairfax dans le Vermont, le 19 février 1834. Il est élevé à Waitsfield et fréquente la Thetford Academy. Il étudie le droit avec Paul Dillingham (en) et devient avocat. Il s'établit dans le comté d'Essex, d'abord à Guildhall, puis à Island Pond.
Républicain, Dale est procureur de district du comté d'Essex de 1857 à 1860 et à la Chambre des représentants du Vermont de 1860 à 1861.
En 1861, il est nommé percepteur adjoint des douanes américaines à Island Pond où il exerce jusqu'en 1866. De 1866 à 1870, il siège au Sénat du Vermont et est président du Sénat de 1869 à 1870.
Dale a remporté l'élection au poste de lieutenant-gouverneur en 1870,,.
De 1872 à 1882, il est de nouveau receveur adjoint des douanes à Island Pond.
Il devient en 1885 président de la Vermont Bar Association, fonction qu'il occupe jusqu'en 1886. Il retourne à la Vermont House en 1892 et sert au Sénat du Vermont pour la deuxième fois de 1894 à 1896.
En 1901, il est nommé consul américain à Coaticook au Québec et le reste jusqu'en 1902.
Il meurt à Island Pond le 29 janvier 1903.

### Famille
Il a épousé Helen Hinman en 1863. Le couple aura trois enfants (un fils, Porter Dale, et deux filles).